# Основний інстинкт
Основни́й інсти́нкт (англ. Basic Instinct) — кінофільм 1992 року, детективний трилер з елементами еротики, найзнаменитіший фільм за участю Шерон Стоун.

## Сюжет
Основний сюжет обертається навколо любовного трикутника, створеного письменницею Катериною Трамелл, докторкою психіатрії Бет Гарнер та детективом Ніком Карреном. Бет Гарнер веде психіатричний й адміністративний нагляд за станом Каррена. Катерина Трамелл зближується з імпульсивними серійними вбивцями, вивчаючи їхні характери для написання детективів.
Стрічку пронизують дві детективні лінії: розслідування Карреном серії вбивств, що приписуються Катерині Трамелл, та таємне внутрішнє розслідування лейтенанта Марті Нільсена, що підозрював Бет Гарнер у серії раніше нерозкритих убивств, що супроводжували її минуле життя. Якщо другу лінію розслідувань припинено зі смертю Нільсена, то перша триває до фіналу в повній невизначеності.
Окрім вказаного трикутника, присутній зв'язок Катерини Трамелл з Роксі, котра підкреслює внутрішню сутність письменниці, закохується в Трамелл і робить серію спроб вбити детектива.

## У ролях
- Майкл Дуглас — детектив Нік Каррен
- Шерон Стоун — письменниця Катерина Трамелл
- Джордж Дзундза — детектив Гас Моран
- Джінн Тріпплхорн  — докторка Бет Гарнер
- Лейлані Сарелль — Роксі
- Деніс Арндт — лейтенант Філіпп Вокер
- Брюс Янг — Ендрюс
- Челсі Росс — капітан Телкотт
- Дороті Мелоун — Гейзл Добкінс
- Уейн Найт — Джон Коррелі
- Деніел фон Берген — лейтенант Марті Нільсен
- Стівен Тоболовский — доктор Ламотт
- Бенджамін Моутон — Герріган
- Джек МакГі — шериф
- Білл Кейбл — Джонні Боз
- Джеймс Ребгорн — доктор МакЕлвайн

## Кастинг і виробництво
- Верховен запропонував головну роль Шерон Стоун після її роботи в його фільмі «Згадати все» з Арнольдом Шварценеггером (1990 рік).
- На роль Катерини Трамелл також пробувалися Кім Бейсінгер, Джулія Робертс, Мег Раян, Мішель Пфайффер та багато інших акторок.
- На роль Ніка Каррена Верховен розглядав також кандидатуру Пітера Веллера, з яким працював на зніманні фільму «Робокоп».
- Щоб фільм пройшов цензурний комітет, режисеру довелося перемонтовувати відому сцену з розставлянням ніг 14 разів.
- За сценарій Джо Естерхазу заплатили 3 мільйони доларів.
- Майкл Дуглас, колишній автогонщик, сам виконував більшість автотрюків у фільмі.
- Компанія, яка виробляє віскі «Джек Деніелс», заплатила понад 1 мільйон доларів за сцену, у якій Нік пропонує Катерині випити віскі «Джек Деніелс». За книжкою, Катерина, побачивши в Ніка пляшку з цим віскі, запитує, чи немає в нього чогось іншого. Після цього рекламного ходу продажі «Джек Деніелс» зросли в декілька разів.

## Критика
- Фільм викликав дуже несхвальні відгуки в США, оскільки містить різко негативні стереотипи про лесбійок, зображених у стрічці холоднокровними вбивцями. Представниці ЛГБТ-руху протестували проти показу стрічки.

## Нагороди та номінації
- Оскар, 1993 рік
  - Номінант (2): найкращий монтаж, найкращий оригінальний саундтрек
- Золотий глобус, 1993 рік
  - Номінант (2): найкраща жіноча роль (драма) (Шерон Стоун), найкращий саундтрек.
- MTV Movie Awards, 1993 рік
  - Переможець (2): найбажаніша жінка (Шерон Стоун), найкраща жіноча роль (Шерон Стоун)
  - Номінант (3): найкращий екранний дует (Майкл Дуглас, Шерон Стоун), найкращий фільм, найкраща чоловіча роль (Майкл Дуглас)
- Каннський кінофестиваль, 1992 рік
  - Номінант (1): золота пальмова гілка

### Антипремії
- Золота малина, 1993 рік
  - Номінант (3): гірша чоловіча роль (Майкл Дуглас), гірша жіноча роль другого плану (Джинн Трипплхорн), гірша нова зірка (Шерон Стоун).

## Франшиза
У 2006 році знятий сиквел — «Основний інстинкт 2», також за участю Шерон Стоун.
Існує документальний фільм «Всередині „Основного інстинкту“» (англ. Inside Basic Instinct), який розповідає про знімання картини.

## Саундтрек
Музичний фон у фільмі не відіграє провідної ролі. Однією з найкращих музичних сцен можна вважати зустріч Трамелл та Роксі з детективом у нічному клубі в центрі Сан-Франциско. Слід відзначити Blue від чиказького співака Ла Тура та «Rave the Rhythm» у виконанні групи «Channel X». Також «Movin' On Up» у виконанні Джефа Баррі та Жанет Дубуйє. Звукова доріжка частково містить діалоги, включно зі сценою сварки.
Саундтрек вийшов 17 березня 1992 року.

### Основні треки
1. «Main Title» 2:13
2. «Crossed Legs» 4:49
3. «Night Life» 6:03
4. «Kitchen Help» 3:58
5. «Pillow Talk» 4:59
6. «Morning After» 2:29
7. «The Games Are Over» 5:53
8. «Catherine's Sorrow» 2:41
9. «Roxy Loses» 3:37
10. «Unending Story / End Credits» 9:23